# Pflugstraße (München)
Die Pflugstraße in München liegt in der Altstadt und verläuft vom Tal in nordöstlicher Richtung zur Marienstraße.

## Geschichte
Am nördlichen Ausgang befand sich das Marieneck. Ein Grund für die heutige Benennung ist nicht bekannt, doch scheint sie einem Scherz zu entstammen. Das Gässchen ist nämlich so eng, dass man eigentlich nur mit einem Pflug ungehindert durchfahren konnte. Der Name »Thorbräugässel« war nie amtlich. Ein lateinischer Spruch ist in der Pflugstraße auf dem Bürgersteig in den Boden eingelassen, der da lautet: Corrige praeteritum, praesens rege, discerne futurum („Berichtige die Vergangenheit, herrsche über die Gegenwart, erkenne die Zukunft“). Der Spruch erscheint meist an Sonnenuhren. Der Ursprung für die Einlassung des Spruchs am Bürgersteig ist unbekannt, insbesondere gibt es dort keine Sonnenuhr. Allenfalls befindet sich in der Nähe eine Turmuhr am Isartor, die jedoch keine Sonnenuhr ist, aber auf ihrer westlichen, zum Tal gerichteten Seite entgegengesetzt, also gegen den Uhrzeigersinn, läuft – eine Hommage an den Humoristen Karl Valentin.

## Lage
Die Pflugstraße verläuft vom westlichen Ende des Tals in nordöstlicher Richtung zur Marienstraße.